# Zlatá louka
Zlatá louka je přírodní rezervace v kraji Vysočina, severovýchodně od města Chotěboř v okrese Havlíčkův Brod. Nachází se v katastrálních územích obcí Podmoklany a Nový Studenec. Lokalita je součástí chráněné krajinné oblasti Železné hory. Rozkládá se na 11,4 hektarech v nadmořské výšce 470–490 metrů.
Přírodní rezervace byla vyhlášena v roce 1993. Je tvořena ze slatiniště, vlhkých luk a lužních olšin. Zlatá louka vyniká především bohatstvím obojživelníků a výskytem jedenácti druhů ostřic a dvou druhů orchidejí. Louka je udržována kosením a likvidováním náletů Základní organizací ČSOP Chotěboř.

## Historie

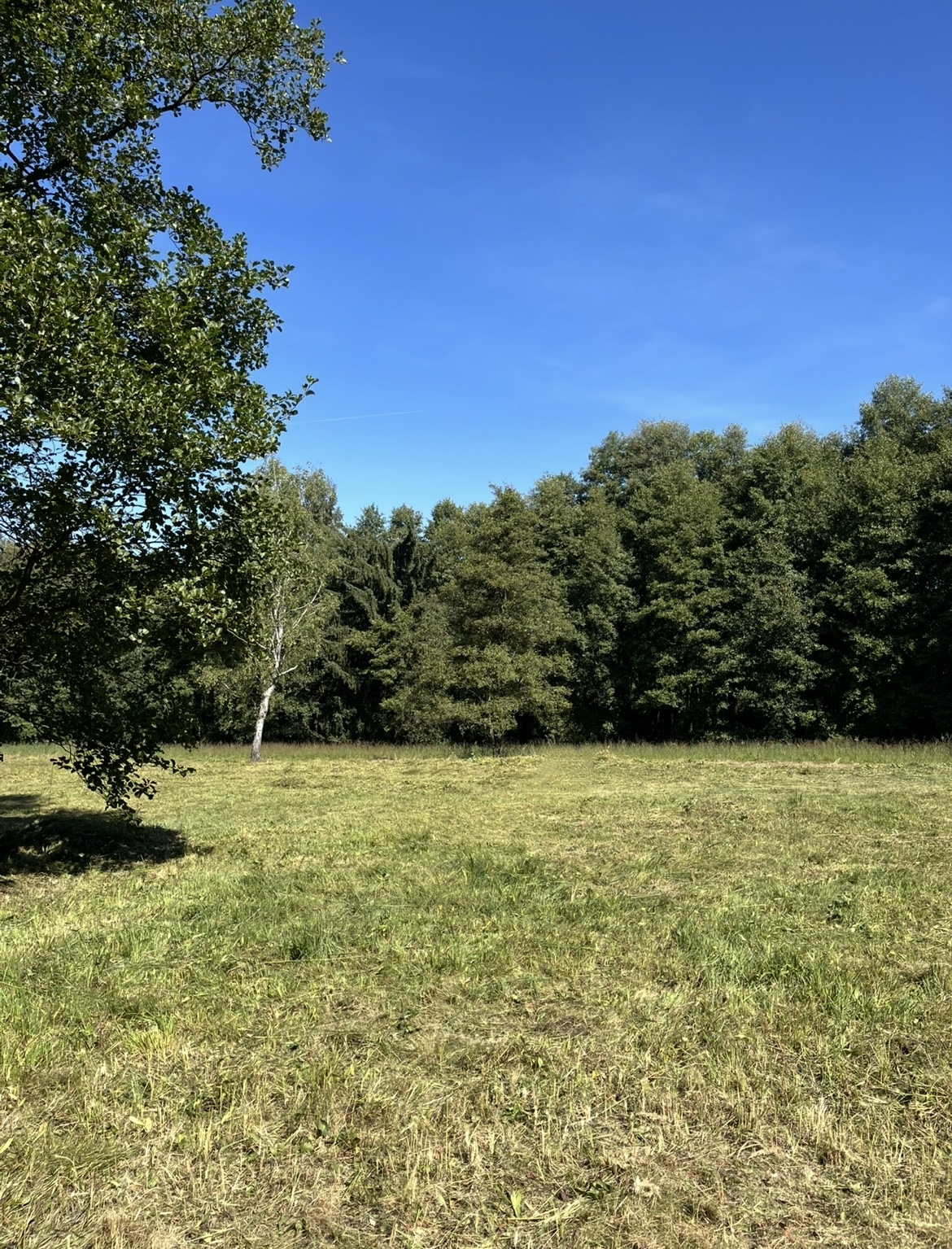
Přírodní rezervace Zlatá louka

Do poloviny minulého století byla až na jeden porost plocha současné rezervace téměř výlučně luční. Od dané doby došlo ke změně a v současnosti lesní porosty zabírají 25 % území. Většina z těchto porostů však není součástí pozemků určených k plnění funkci lesa a podle katastru nemovitostí jsou vedeny jakou louky. Oproti tomu některé jiné pozemky jsou zařazeny do kategorie lesa, protože zarostly v osmdesátých letech 20. století, avšak dnes mají luční charakter.[ve zdroji nenalezeno]
Přírodní rezervace Zlatá louka byla vyhlášena 14. května 1993 Správou chráněné krajinné oblasti Železné hory a je spravována Agenturou ochrany přírody a krajiny, regionálním pracovištěm Vysočina.

## Přírodní poměry
Rezervaci tvoří slatiniště, vlhké louky a lužní olšiny s mírným úklonem k severu. Obojživelníků bylo na lokalitě zjištěno devět druhů, což je skoro polovina druhů obojživelníků žijících v Česku.[ve zdroji nenalezeno][ve zdroji nenalezeno]

## Abiotické faktory
Geologické podloží je tvořeno vápnitými glaukonitickými slínovci – jedná se o usazeniny druhohorního moře, které jsou staré přibližně devadesát milionů let. Na povrchu vyvěrají puklinové prameny, jež danou lokalitu udržují vlhkou po celý rok. Silné zavodnění společně s nízkým obsahem živin umožnilo vznik slatiniště, kde vrstva humolitu dosahuje mocnosti až 2,5 metru. Voda je minerálně bohatá vysokým obsahem vápníku, s čímž souvisí omezená dostupnost fosforu. Došlo tak ke vzniku unikátních společenstev druhů adaptovaných na limitaci fosforem.[ve zdroji nenalezeno]
Geomorfologický vznik chráněné lokality je značně nejasný, nejspíše k němu došlo po svahovém posunu a vytvoření čelního valu. Nacházejí se zde typické organozemě i půdy glejové.[ve zdroji nenalezeno] Zlatá louka se nachází v Hornosázavské pahorkatině, v podcelku Havlíčkobrodská pahorkatina.[zdroj⁠?!] Leží v povodí řeky Doubravy, která je přítokem Labe. Vodní režim území ovlivňuje menší toky a mokřady přítomné v oblasti.[ujasnit]
Lokalita Zlaté louky spadá podle Quittovy klasifikace podnebí do mírně teplé oblasti MT7, pro kterou je typické krátké a mírné jaro, mírně suché a normálně dlouhé léto, krátký a mírně teplý podzim, mírně chladná, suchá až mírně suchá a normálně dlouhá zima.

## Flóra
Nejzajímavějším společenstvím lokality je ostřicovo-mechové slatiniště v jižní často přírodní rezervace. Vyskytuje se zde jedenáct druhů ostřic, z nichž některé jsou velice vzácné např.: ostřice Davallova (Carex davalliana), o. šupinoplodá (C. lepidocarpa). Dále zde rostou dva druhy orchidejí: kruštík bahenní (Epipactis palustris) a prstnatec májový (Dactylorhiza majalis). V přírodní rezervaci se vyskytují též rosnatka okrouhlolistá (Drosera rotundifolia), vachta trojlistá (Menyanthes trifoliata), suchopýr širolistý (Eriophorum latifolium), bařička bahenní (Triglochin palustre), tolije bahenní (Parnassia palustris) a bledule jarní (Leucojum verum).[ve zdroji nenalezeno]
Z dřevin zde převažuje olše lepkavá (Alnus glutinosa), jež je doprovázena břízou bělokorou (Betula pendula). Místy rostou smrk ztepilý (Picea abies) a dub (Quercus sp.). V bylinném patře upoutají pozornost především hustě trsnaté traviny bezkolenec modrý (Molinia caerulea) a ostřice latnatá (Carex paniculata), místy také přeslička největší (Equsetum telmateia). V okrajových částech rezervace se vyskytují druhově pestré a květnaté mezofilní louky. Stav podmáčených luk je dosti neutěšený.[ve zdroji nenalezeno]

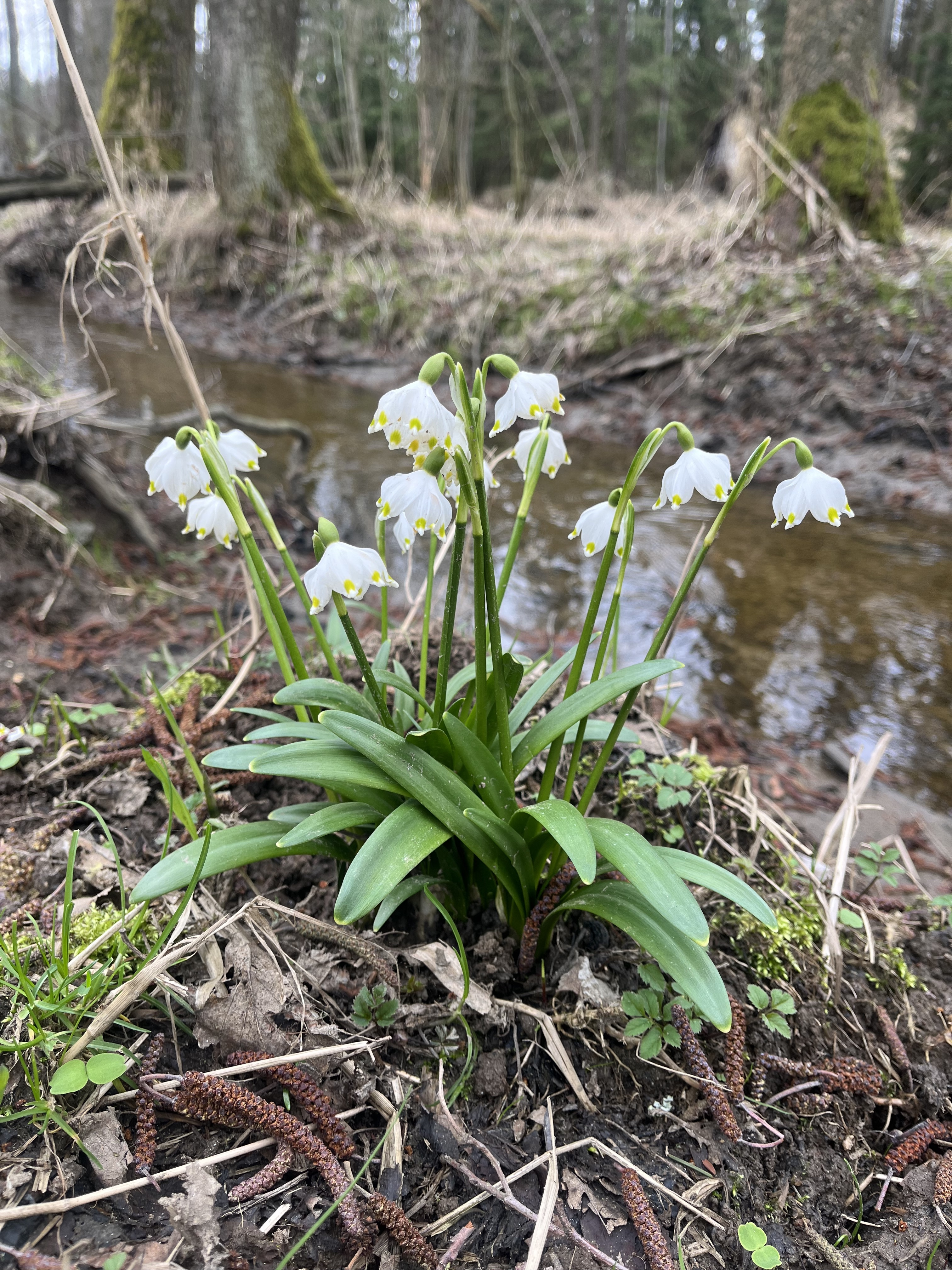
Bledule jarní
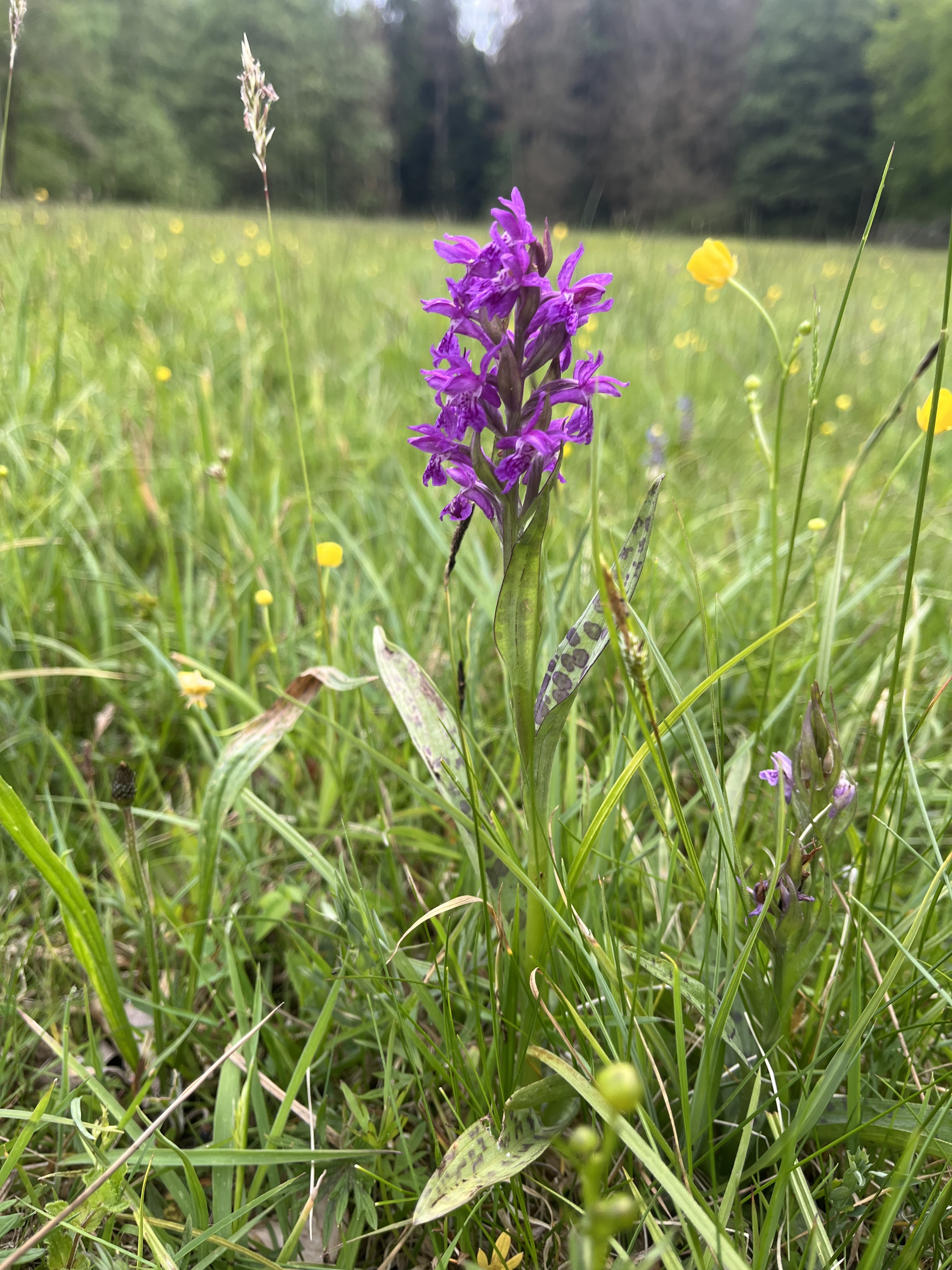
Prstnatec májový
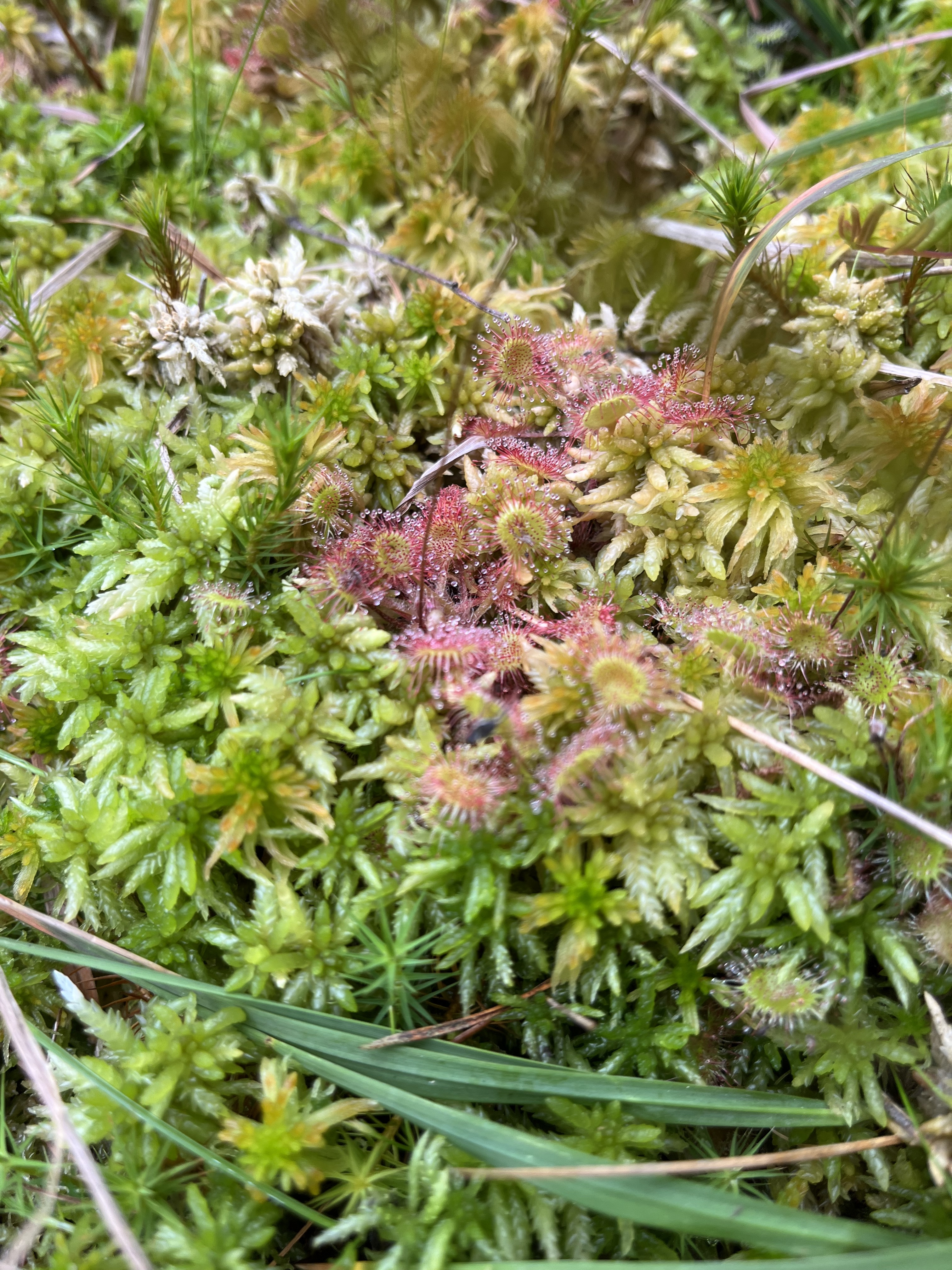
Rosnatka okrouhlolistá
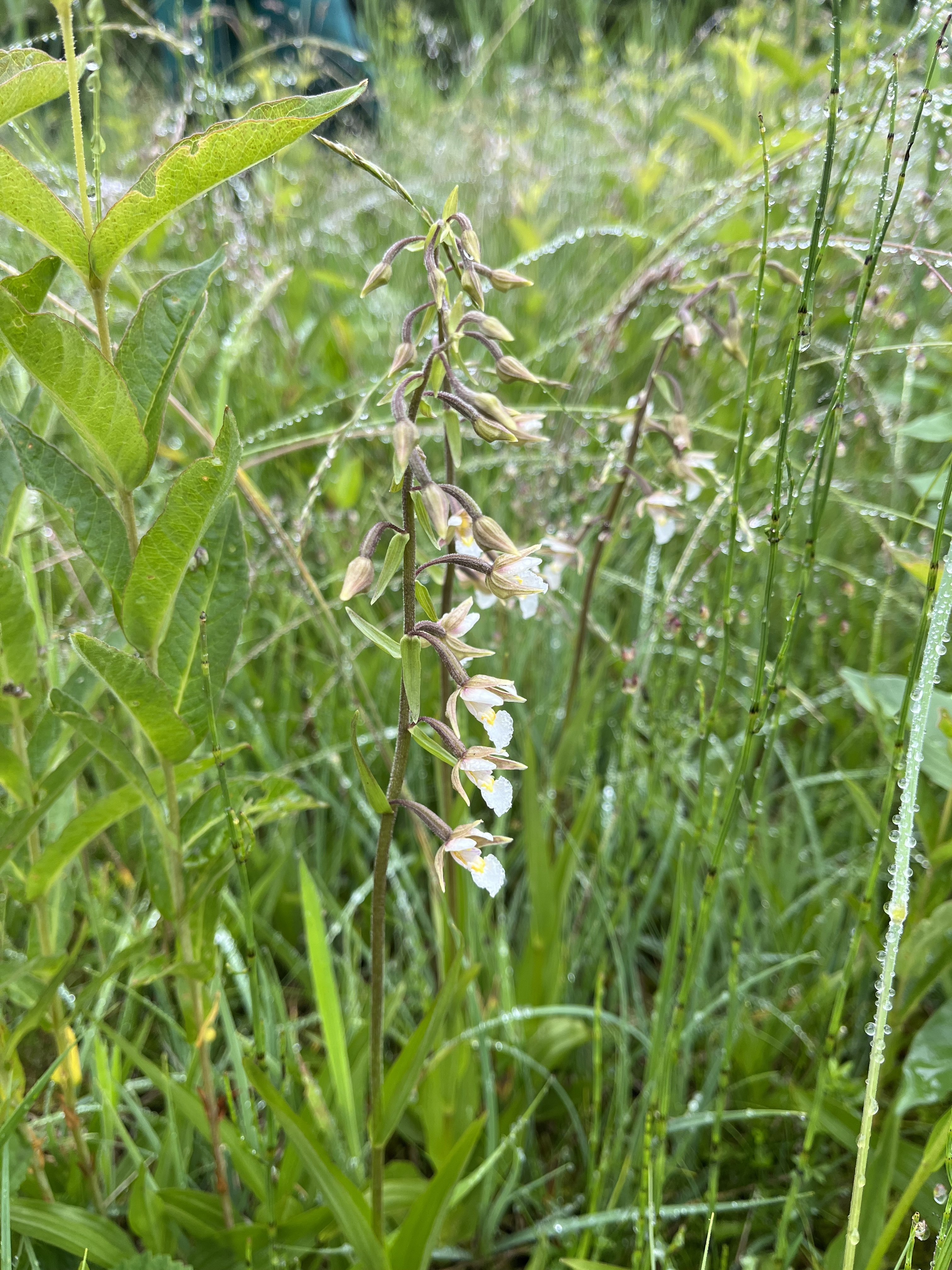
Kruštík bahenní

## Fauna
Fauna na území rezervace je poměrně úzce spjata s mokřadním ekosystémem. Slatiniště hostí společenstva měkkýšů, např.: vrkoč Geyerův (Vertigo geyeri), vrkoč mnohozubý (Vertigo antivertigo) nebo kuželík tmavý (Euconulus praticola).[ve zdroji nenalezeno]
V tůni na západním okraji lokality se pravidelně rozmnožují obojživelníci čolek horský (Triturus alpestris), čolek obecný (Triturus vulgaris), ropucha obecná (Bufo buffo), rosnička zelená (Hyla aborea), skokan hnědý (Rana temporaria), skokan krátkonohý (Pelophylax lessonae) a Skokan zelený (Pelophylax esculentus). Lokálně významná je také poměrně silná populace ještěrky živorodé (Zootoca viviparia) a užovky obojková (Natrix natrix).[ve zdroji nenalezeno]
Zlatá louka je příliš malým biotopem specializovaným na to, aby se zde udržely větší populace druhů ptáků. I tak se zde vyskytují dráhy vázané na vlhké louky: bramborníček hnědý (Saxicola rubetra), cvrčilka zelená (Locustella naevia), c. říční (Locustella fluviatilis), linduška luční (Anthus pratensis), rákosník zpěvný (Acrocephalus palustris aj.) a druhy vyhledávající sušší louky s rozptýlenými dřevinami: ťuhýk obecný (Lanius collurio), pěnice slavíková (Sylvia borin), linduška lesní (Anthus trivialis). Na jihu jsou zastoupeny i lesní druhy: brhlík lesní (Sitta europaea), králíček obecný (Regulus regulus), pěvuška modrá (Prunella modularis), strakapoud malý (Dendrocopos minor). Z vzácnějších a větších druhů se lze setkat s holubem doupňákem (Columba oenas), motákem pochopem (Circus aeruginosus), strakapoudem prostředním (Dendrocopos medius), nebo výrem velkým (Bubo bubo). V roce 2010 zde byla zastižena nenápadná sluka lesní (Scolopax rusticola) – jedná se o jediný doložený záznam z chráněné krajinné oblasti Železné hory.[ve zdroji nenalezeno][ve zdroji nenalezeno]

## Ochrana přírody

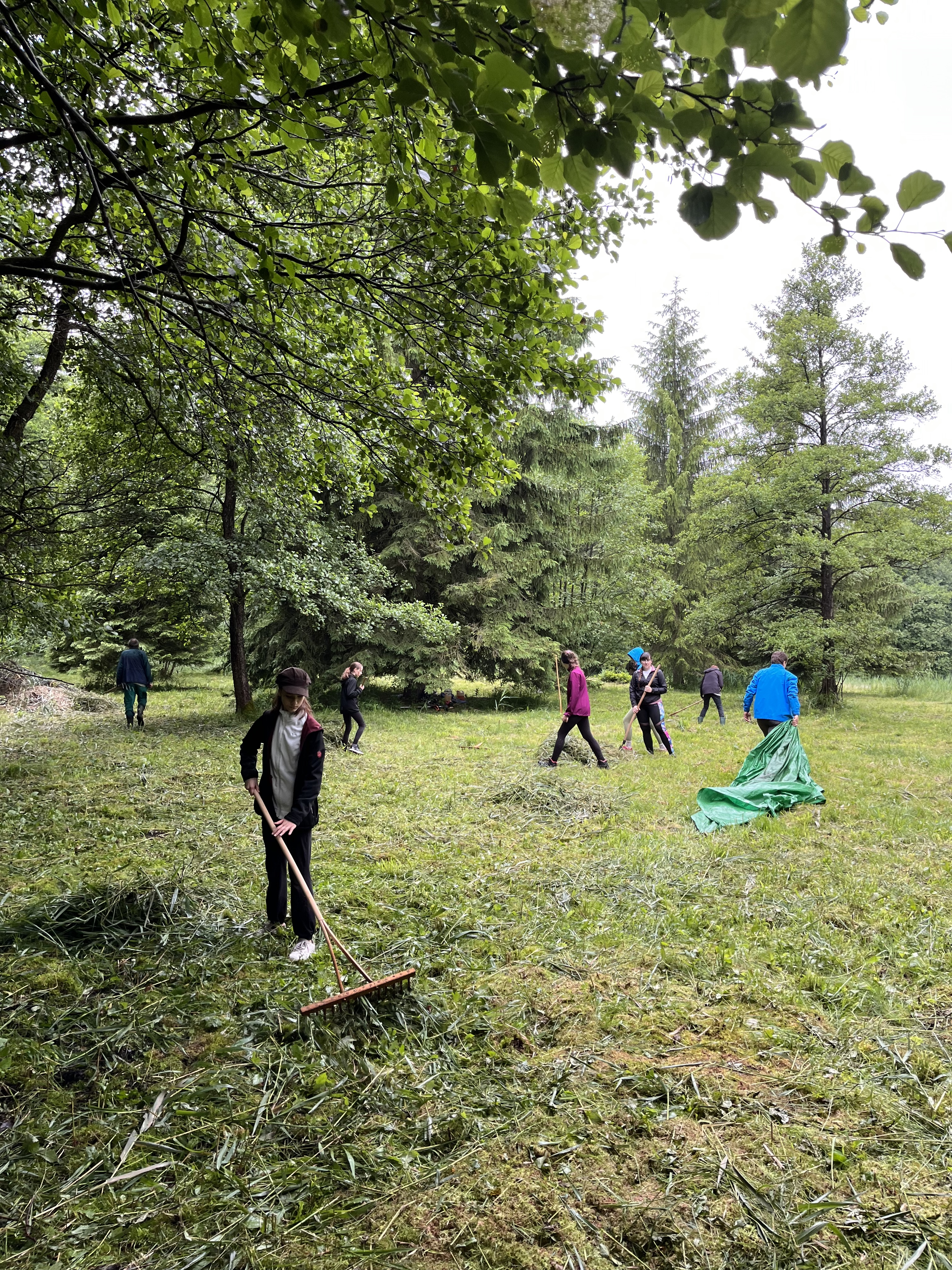
Kosení Zlaté louky

Na lokalitě je stále znatelné ukončení zemědělského obhospodařování mokřadních společenstev, které vedlo k postupné degradaci a sukcesi vzácných společenstev s ohroženými druhy rostlin. Na ortofotosnímcích z padesátých let 20. století je patrné, že skoro celé území, až na drobné lesní porosty, bylo zemědělsky obhospodařováno kosením. Naopak na snímcích z osmdesátých let 20. století let je již patrné, že lokalita byla ponechána ladem a došlo tak k téměř úplnému zárůstu dřevinami. Území začalo být udržováno kosením po vzniku CHKO Železné hory v roce 1991. Od té doby došlo k částečnému úbytku rákosin a náletů dřevin v nejcennější partii. Na kosení a udržování této rezervace se podílejí Základní organizace ČSOP Chotěboř a studenti z Ekoklubu Gymnázia Chotěboř.[ve zdroji nenalezeno]